# Kothinallur
Kothinallur è una suddivisione dell'India, classificata come town panchayat, di 15.877 abitanti, situata nel distretto di Kanyakumari, nello stato federato del Tamil Nadu. In base al numero di abitanti la città rientra nella classe IV (da 10.000 a 19.999 persone).

## Geografia fisica
La città è situata a 08° 18' 18 N e 77° 19' 18 E.

## Società

### Evoluzione demografica
Al censimento del 2001 la popolazione di Kothinallur assommava a 15.877 persone, delle quali 7.762 maschi e 8.115 femmine. I bambini di età inferiore o uguale ai sei anni assommavano a 1.645, dei quali 792 maschi e 853 femmine. Infine, coloro che erano in grado di saper almeno leggere e scrivere erano 12.586, dei quali 6.355 maschi e 6.231 femmine.